# El Maan
El Maan è un centro abitato della Somalia situato nella regione del Benadir, a trenta chilometri a nord della capitale Mogadiscio.
Dotato di un piccolo porto, a partire dagli anni Novanta è stato al centro di traffici illeciti di rifiuti fra l'Italia e la Somalia. Lo stesso approdo fu costruito con container che si ipotizza contenessero rifiuti tossici.